# Грецько-мексиканські відносини
Гре́цько-мексика́нські відно́сини — двосторонні міжнародні відносини між Грецією та Мексикою. Обидві країни є членами Організації економічного співробітництва та розвитку та ООН.

## Історія

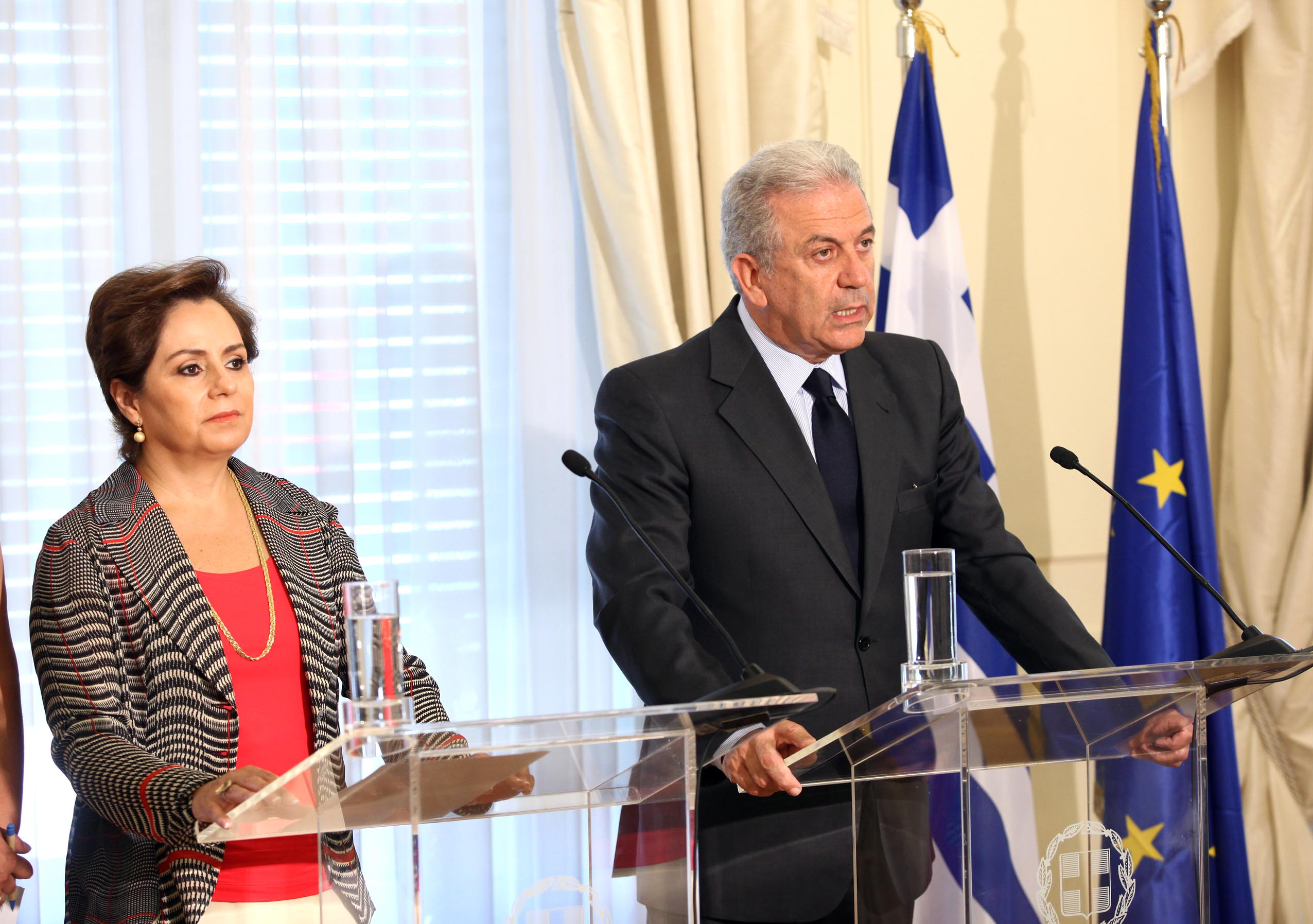
Колишній секретар з закордонних справ Мексики Патрісія Еспіноса та міністр закордонних справ Греції Дімітріс Аврамопулос в Афінах у липні 2012 року

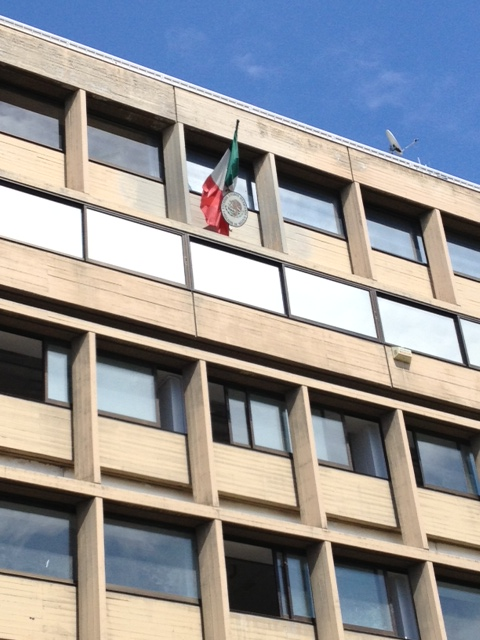
Посольство Мексики в Афінах

Дипломатичні відносини між Грецією та Мексикою було встановлено у Вашингтоні 17 травня 1938. У 1955-1964 відносини проводились через посольство Мексики в Римі, Італія та посольство Греції у Вашингтоні, США; а також через їх відповідні почесні консульства. 1965 року було створено посольства в столицях відповідних країн. 1963 року президент Адольфо Лопес Матеос став першим мексиканським високопосадовцем, що здійснив візит до Греції. У серпні 1986 року візит до Мексики здійснив прем'єр-міністр Греції Андреас Папандреу.

## Торгові відносини
У 2000 Мексика підписала Договір про вільну торгівлю з Європейським Союзом (до складу якого входить і Греція). Починаючи з 2000 року торгівля між двома країнами значно зросла в своїх обсягах. 2014 року двостороння торгівля між державами сягнула 232 млн доларів США. Греція експортує до Мексики такі товари як: бритви (42,2 %), додаткове обладнання до енерголічильників (17,5 %), тютюн (10,5 %), леза до електробритв (4,9 %) та персики (3,9 %). Мексика до Греції експортує зокрема: восьминогів (13 %), нут (12,9 %), пиво (12,9 %), екстракти кави (12,6 %) та текілу (7,5 %).

## Дипломатичні місії держав
- У Греції є посольство в Мехіко[5]
- У Мексики є посольство в Афінах .[6]

## Псилання
- (гр.)(англ.) Міністерство закордонних справ Греції про двосторонні відносини між Грецією та Мексикою [Архівовано 18 квітня 2016 у Wayback Machine.]
- (ісп.) Міністерство закордонних справ Мексики про дипломатичні відносини між Мексикою та Грецією [Архівовано 17 квітня 2016 у Wayback Machine.]

| Прапор Греції | Це незавершена стаття про Грецію. Ви можете допомогти проєкту, виправивши або дописавши її. |

| Прапор Мексики | Це незавершена стаття про Мексику. Ви можете допомогти проєкту, виправивши або дописавши її. |